# Ancora sagittata
Ancora sagittata is een soort in de taxonomische indeling van de Myzozoa, een stam van microscopische parasitaire dieren. Het organisme komt uit het geslacht Ancora en behoort tot de familie Lecudinidae. Ancora sagittata werd in 1899 ontdekt door Labbe.